# Pentesilea
Pentesilea o Pentesilia (en griego, Πενθεσίλειᾱ: Penthesilīā) en la mitología griega era una reina amazona. Era hija de Ares y Otrera. Según cuenta Quinto de Esmirna, era hermana de Hipólita, lo que plantea un problema cronológico, dado que Hipólita, según la tradición, combatió con Heracles o con Teseo, siendo pues una o dos generaciones anterior. Es probable que sea considerada su hermana simplemente por ser hija de Ares, aunque su madre fuera otra amazona distinta.

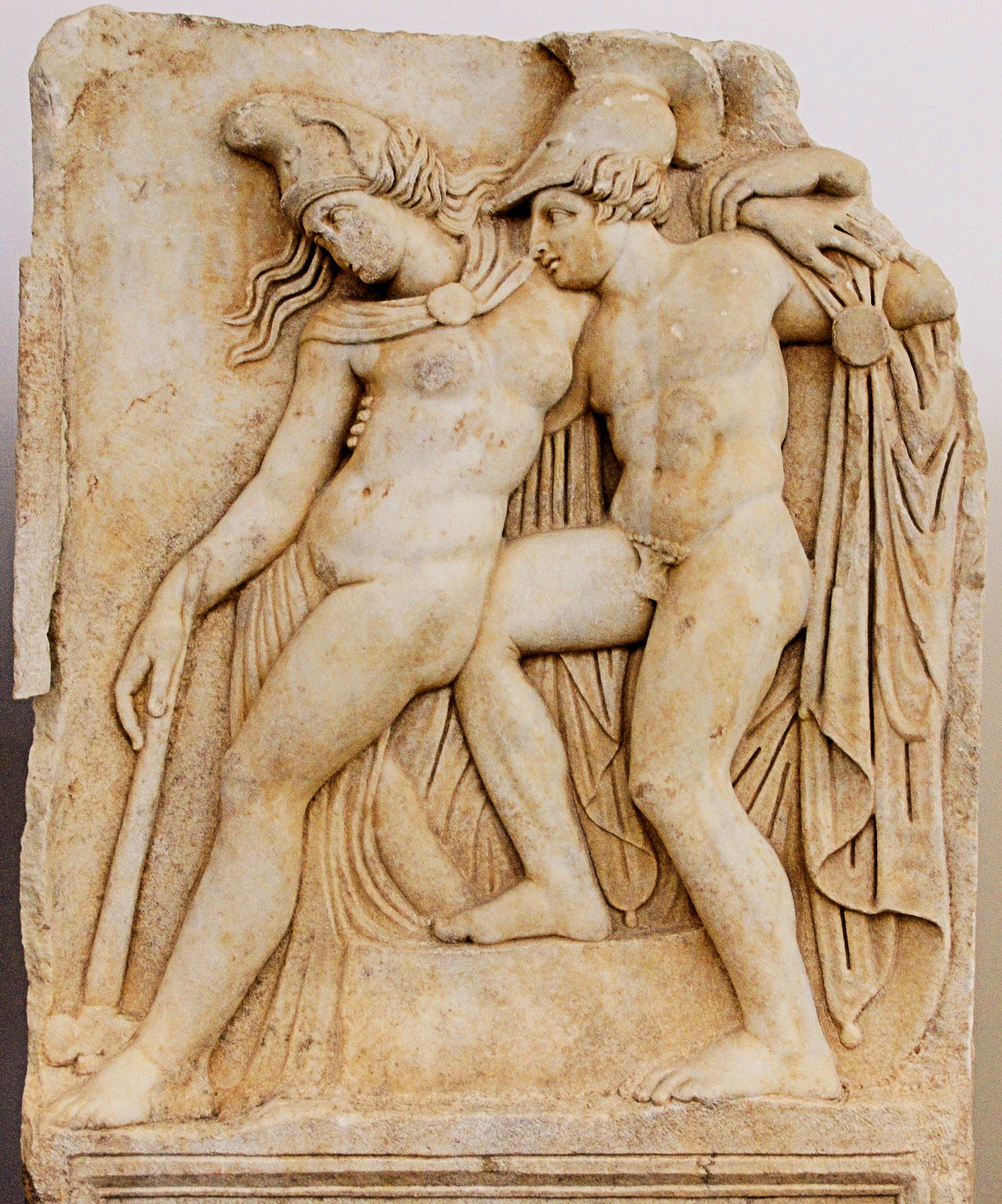
Aquiles lleva a Pentesilea moribunda. Pentesilea, hija de Ares, era la reina amazona que luchaba para Troya, En el duelo, él la hiere mortalmente. Aquiles se había enamorado de ella mientras luchaban, por su belleza y su espíritu guerrero, y la aparta de la batalla. Relieve de época romana, Museo Arqueológico de Afrodisias.

La mitología le atribuye al menos un hijo, llamado Caístro (que daría nombre a un río de Asia Menor).

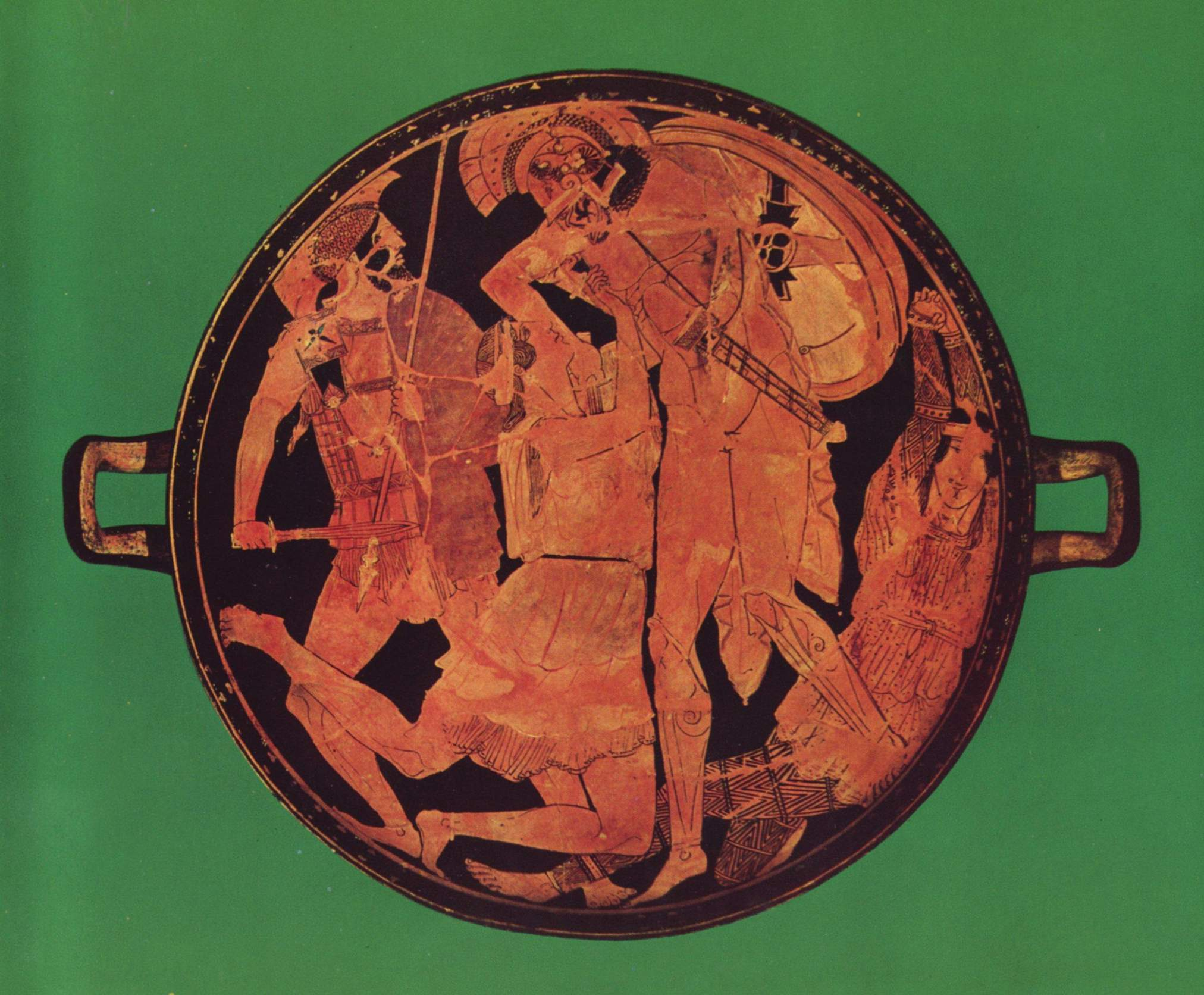
La muerte de Pentesilea (sobre 460 a. C.)

## Historiografía
Las diversas tradiciones no se ponen de acuerdo sobre el motivo por el que, tras la muerte de Héctor, acude a la Guerra de Troya en ayuda de los troyanos. Según Helánico (FGrH. 19), Jacoby) y Lisias, citados por Juan Tzetzes (Posthoméricas, 14-19), Pentesilea es empujada por su amor a la guerra. Según Diodoro Sículo y Apolodoro, acude a ser purificada por Príamo tras haber matado accidentalmente a Hipólita durante una partida de caza. Esta última versión resulta sorprendente, ya que el rey troyano había combatido contra las amazonas junto a los frigios (Ilíada, III, 188-189).
Pentesilea llegó a Troya con otras doce amazonas, a las que nombra Quinto de Esmirna (I, 42-47). Téngase en cuenta que ninguna de ellas (con la excepción de Hipótoe) se encuentra en otro catálogo:
- Clonia (muerta por Podarces)
- Polemusa (muerta por Aquiles)
- Derinoe (muerta por Áyax el Menor)
- Evandra (muerta por Meríones)
- Antandra (muerta por Aquiles)
- Bremusa (muerta por Idomeneo)
- Hipótoe (muerta por Aquiles)
- Harmótoa (muerta por Aquiles)
- Alcibia (muerta por Diomedes)
- Derimaquea (muerta por Diomedes)
- Antíbrota (muerta por Aquiles)
- Termodosa (muerta por Meriones)

Pentesilea se distinguió por sus numerosas hazañas ante la ciudad asediada antes de ser abatida por Aquiles, quien atravesó su pecho con una lanza. Al verla morir, Aquiles quedó sobrecogido por su belleza y cuando Tersites, uno de los soldados griegos, se burló de él por esta pasión, Aquiles le mató. Diomedes, primo de Tersites, arrojó en venganza el cuerpo de la amazona al río Escamandro. Según otras versiones, fue Aquiles quien la enterró en las orillas de ese río.
Pentesilea fue sucedida como reina de las amazonas por Antianira.

## En la música
- Pentesilea, ópera de Othmar Schoeck.

- Pentesilea (Penthesilea), poema sinfónico de Hugo Wolf.